# Anna Karenina (film 1914)
Anna Karenina, ros. Анна Каренина, Anna Karienina – rosyjski film niemy z 1914 roku w reżyserii Władimira Gardina. Film jest ekranizacją powieści Lwa Tołstoja pod tym samym tytułem.

## Historia filmu
Film powstał w ramach serii Rosyjska Złota Seria w 1914 roku, gdy w kinematografii rosyjskiej położono nacisk na adaptacje dzieł klasyków literatury. Anna Karenina w reżyserii Władimiera Gardina jest jedną z najbardziej udanych ekranizacji powieści Tołstoja. Film był debiutem zarówno reżysera, który w 1914 roku zrealizował również Sonatę Kreutzerowską w oparciu o opowiadanie Lwa Tołstoja o tym samym tytule, jak i dwóch aktorek, które w nim zagrały: Zoi Barancewicz i Marii Giermanowej.

## Fabuła
Tytułowa bohaterka jest rozdarta pomiędzy uczuciami do męża, hrabiego Karenina, oraz do kochanka, Wronskiego. Jej dążenia do samodzielnego decydowania o własnym losie są tłumione przez konwenanse epoki. Wronski żąda od nie, aby opuściła męża dla niego, jednak nadchodzi wojna i kochankowie się rozstają. Anna Karenina cierpi. Aby uciec przed problemami, rzuca się pod pociąg i ginie.

## Obsada
- Marija Giermanowa (Мария Германова) – Anna Karenina
- Michaił Tamarow (Михаил Тамаров) – Wronski
- Władimir Szatiernikow (Владимир Шатерников) – Karenin
- Zoja Barancewicz (Зоя Баранцевич) – Kitty
- Władimir Kwanin (Владимир Кванин) – Stiwa
- Władimir Obolenski (Владимир Оболенский) – Lewin
- Wiera Chołodna (Вера Холодная) – mamka syna Kareniny
- Moriewa (Морева) – Dolly

## Twórcy filmu
- Władimir Gardin – reżyser, scenarzysta
- Aleksandr Lewicki (Александр Левицкий) – zdjęcia
- Iwan Kawaleridze (Иван Кавалеридзе) – scenografia
- Czesław Sabinski (Чеслав Сабинский) – scenografia
- Paul Thiemman – producent
- Friedrich Reinhardt – producent